# Henry Townsend

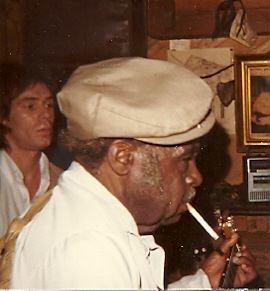
Henry Townsend St. Louis 1983

Henry 'Mule' Townsend (* 27. Oktober 1909 in Shelby, Mississippi; † 24. September 2006 in Mequon, Wisconsin) war ein US-amerikanischer Blues-Sänger, -Gitarrist und -Pianist. Zu seinen bekanntesten Stücken gehört Henry's Worried Blues.
Geboren in Mississippi, wuchs Townsend in Cairo in Illinois auf. In jungen Jahren ging er nach St. Louis, wo er Blues-Größen wie Lonnie Johnson hörte. 1929 machte er seine ersten Aufnahmen.
In den 1930er-Jahren spielte Townsend mit vielen der Großen des Blues, darunter Walter Davis, Roosevelt Sykes und Robert Johnson. Am 28. Juli 1935 begleitete er den Bluespianisten Aaron „Pinetop“ Sparks in Chicago bei 8 Titeln, darunter auch bei dem Bluesklassiker Everyday I Have the Blues. 1937 spielte er in Aurora, Illinois, eine legendäre Aufnahmesession mit Big Joe Williams, Robert Nighthawk und Sonny Boy Williamson I. ein.
Henry Townsend schrieb hunderte von Songs und wirkte bei zahllosen Aufnahmen bekannter Kollegen mit. Er wurde der Patriarch des St.-Louis-Blues. BBC drehte eine Dokumentation über ihn, und 1985 erhielt er den „National Heritage Fellowship“, die höchste Auszeichnung der Vereinigten Staaten für einen Meister der traditionellen Künste. Seit 1995 nennt er einen Stern auf dem „St. Louis Walk of Fame“ sein eigen.
Henry Townsend verstarb am 24. September 2006 im St. Mary’s Ozaukee Krankenhaus in Mequon, Wisconsin – nur ein paar Stunden, nachdem ihm als einem der ersten Künstler, die Plattenaufnahmen auf dem Paramount Label gemacht haben, eine 'Klaviertaste' in Graftons Paramount Plaza Walk of Fame zuteilgeworden war.